# Bulletin de l'Institut français d'archéologie orientale
Le Bulletin de l'Institut français d'archéologie orientale ou BIFAO, est une revue scientifique dont les articles portent sur l'étude de l'égyptologie.
Publié annuellement au Caire depuis 1901 par l'Institut français d'archéologie orientale, il est l'une des revues égyptologiques les plus connues.
Bien que principalement écrits en français, les articles écrits dans d'autres langues (principalement anglais et allemand) y sont également publiés.
Le site officiel de l'institut fournit un index en ligne des articles du bulletin. Pour les volumes 1 (1901) à 109 (2009), chaque titre de l'article comprend un lien vers un PDF du fichier de l'article lui-même.
Ces dernières années, le bulletin a affiché une image différente sur la couverture de chaque numéro.